# Бурундуки (Орічівський район)
Бурундуки́ (рос. Бурундуки) — присілок у складі Орічівського району Кіровської області, Росія. Входить до складу Пищальського сільського поселення.
Населення становить 20 осіб (2010, 31 у 2002).
Національний склад станом на 2002 рік — росіяни 97 %.